# 2000 CO105
2000 CO105, também escrito como 2000 CO105, é um objeto transnetuniano que está localizado no cinturão de Kuiper, uma região do Sistema Solar. Ele possui uma magnitude absoluta de 5,81 e tem um diâmetro estimado com cerca de 324 km. O astrônomo Mike Brown lista este corpo celeste em sua página na internet como um candidato a possível planeta anão.

## Descoberta
2000 CO105 foi descoberto no dia 5 de fevereiro de 2000 pelo astrônomo Marc W. Buie.

## Órbita
A órbita de 2000 CO105 tem uma excentricidade de 0,143e possui um semieixo maior de 47,295 UA. O seu periélio leva o mesmo a uma distância de 40,532 UA em relação ao Sol e seu afélio a 54,058 UA.